# Władimir Kowalewski
Władimir Kowalewski (ros. Владимир Онуфриевич Ковалевский, ur. 2 sierpnia 1842 w Szustiance, powiat dyneburski, zm. 15 kwietnia 1883 w Moskwie) – rosyjski paleontolog i ewolucjonista polskiego pochodzenia.
Mąż matematyczki Sofji Kowalewskiej, brat embriologa Aleksandra Kowalewskiego.

## Życiorys
Od 1854 r. studiował prawo na Uniwersytecie Petersburskim, które ukończył w 1861 r. Od razu po zakończeniu nauki wyjechał do Niemiec, gdzie otrzymał doktorat z filozofii na uniwersytecie w Jenie, a potem do Anglii. W czasie pobytu w Europie Zachodniej rozpoczął studia paleontologiczne.
Na wieść o wybuchu powstania styczniowego przyjechał do Polski i brał udział w walkach. W 1866 r. wziął udział w kampanii Garibaldiego przeciwko Austrii. Następnie podjął badania geologiczne.
W 1873 r. powrócił do Rosji, gdzie na uniwersytecie petersburskim w 1875 r. zdał egzamin na magistra mineralogii i geognozji. Od 1881 r. docent geologii Uniwersytetu Moskiewskiego.
Zaangażował się finansowo i organizacyjnie w spółkę naftową eksploatującą złoża ropy koło Baku. W wyniku bankructwa tej firmy popełnił samobójstwo.

## Dorobek naukowy
Głównym obszarem badawczym Kowalewskiego była ewolucja kopytnych. Przeprowadził rekonstrukcję ewolucji koniowatych w tak pełny, jak na XIX w., sposób, że model rozwoju i przekształceń form prowadzących do współczesnego konia stał się jednym ze sztandarowych przykładów zastosowania ewolucjonizmu w paleontologii.
Badał związek zmian anatomicznych organów w trakcie filogenezy danej grupy ze zmianami środowiska, będąc jednym z pionierów paleoekologii. Jako pierwszy odkrył zjawisko radiacji adaptywnej.
Był głównym propagatorem teorii ewolucji Darwina w Rosji. Jako pierwszy przetłumaczył i opublikował dzieła Karola Darwina w Rosji.

## Wybrane prace
- On the Osteology of the Hyopotamidae (1873)
- Sur l’Anchiterium aure lianense et sur l’histoire paleontologique des cheveaux (1873)
- Остеология двух ископаемых видов из группы копытных – Entelodon и Gelocus Aimardi” (1875)
- Osteologie des Genus Entelodon Aym.
- Monographie der Gattung Antracotherium Cuv. und Versuch einer naturlichen Klassification d. fossilen Huftthiere” (1876)
- О границах между юрской и меловой формациями” (1877)